# 泉圭輔
泉 圭輔（いずみ けいすけ、1997年3月2日 - ）は、石川県金沢市出身のプロ野球選手（投手）。右投右打。読売ジャイアンツ所属。

## 経歴

### プロ入り前
金沢市立三馬小学校3年生の時に「三馬クラブ」で軟式野球を始め、金沢市立清泉中学校では同校の軟式野球部に所属する。
高校は石川県立金沢西高等学校に進学。1年生の夏からベンチ入りを果たす。エースピッチャーとなった2年生の夏の第95回選手権石川大会、2年生の秋の秋季石川大会のともに3回戦進出が最高で、甲子園出場の経験なし。3年生の夏の第96回選手権石川大会は、2回戦で遊学館高校に3対4で敗れる。
大学は金沢星稜大学に進学。1年生の秋季リーグからベンチ入りし3勝を挙げる。3年生の秋季リーグでは5勝を記録し、最多勝と敢闘賞を獲得する。4年生の春季リーグ・対高岡法科大学戦において、完封勝利を挙げ注目される。北陸大学リーグでは通算30試合の登板で18勝5敗・防御率1.78の成績を残した。
2018年10月25日に行われたプロ野球ドラフト会議において、福岡ソフトバンクホークスから6位指名を受け、11月11日、契約金4000万円、年俸800万円（金額は推定）で契約合意に達した。背番号は53。

### ソフトバンク時代

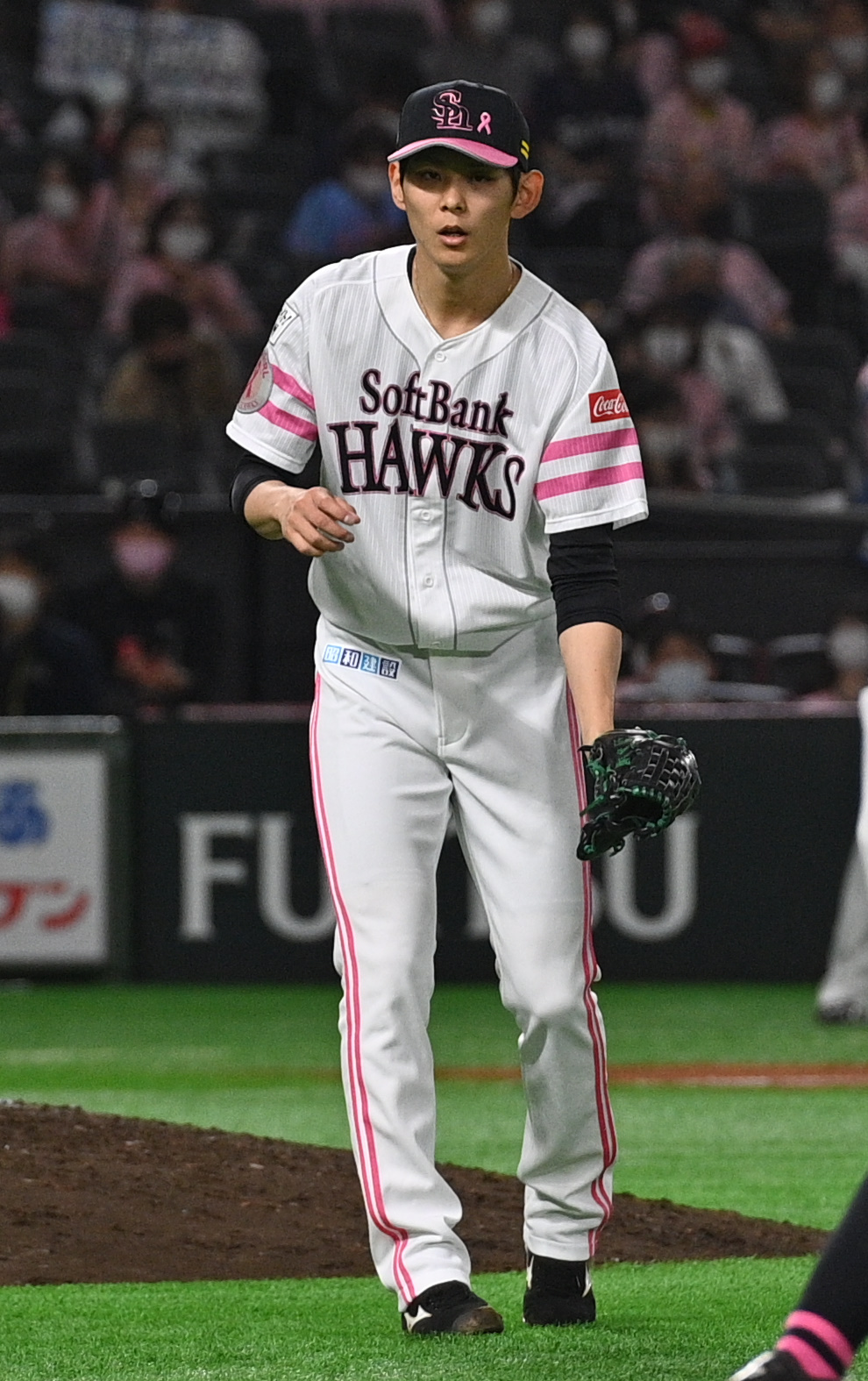
ソフトバンク時代
（2021年5月9日 福岡PayPayドーム）

2019年は開幕一軍入りこそ果たせなかったが、ウエスタン・リーグでは4試合の登板で1勝0敗・防御率0.00と結果を残し、4月16日に一軍初昇格。同日の千葉ロッテマリーンズ戦でプロ初登板を果たし、打者3人で2奪三振と好投した。プロ3試合目の登板となった4月22日のオリックス・バファローズ戦ではプロ初勝利、24日の同カードではプロ初ホールドを記録した。チーム事情で登録抹消となった5月20日までに11試合に登板し、防御率1.38を記録すると、先発投手の戦線離脱が相次いだことを受けて同30日のオリックス戦でプロ初先発。3回6奪三振2失点の内容で勝敗は付かず、翌31日に出場選手登録を抹消された。8月2日に中継ぎとして再登録されるも、登板機会がないまま、同9日に登録抹消。9月11日にこの年4度目の出場選手登録となり、同16日の北海道日本ハムファイターズ戦で約4か月ぶりの一軍登板を果たし、自己最速の153km/hを計測した。ルーキーイヤーは一軍で14試合（1先発）に登板し、2勝0敗3ホールド・防御率1.96を記録。オフに450万円増となる推定年俸1250万円で契約を更改した。
2020年は新型コロナウイルスの影響で120試合制の短縮シーズンとなり、開幕も6月に延期となったが、中継ぎとして自身初の開幕一軍入りを果たすと、シーズンを通して一軍に帯同。走者を背負った場面での登板や回またぎなど、様々な役割をこなし、この年は40試合の登板で0勝1敗8ホールド・防御率2.08と好成績を収め、チームの3年ぶりリーグ優勝に貢献。ポストシーズンでは登板機会こそ無かったものの、日本シリーズでもメンバー入りを果たし、チームの4年連続日本一の一員となった。オフに1550万円増となる推定年俸2800万円で契約を更改した。
2021年も中継ぎとして開幕一軍入りを果たすと、開幕から16試合連続無失点を記録。自身の好調に加え、4月末に守護神森唯斗が離脱したこともあり、開幕から2試合に1試合のハイペースで登板していたが、5月中旬以降は疲労で大きく調子を落とし、6月25日に出場選手登録を抹消された。その後は二軍再調整となったが、ウエスタン・リーグでも24回2/3を投げ、被安打30・与四球14と不調が続き、そのまま二軍でシーズンを終え、この年は31試合の一軍登板で1勝2敗6ホールド・防御率2.73という成績であった。オフに100万円減となる推定年俸2700万円で契約を更改した。
2022年は自主トレ期間中に右手薬指の化膿を発症し、1月31日まで10日間ほど入院。その影響で春季キャンプはC組スタートとなり、2月26日にB班へ合流したものの、開幕は二軍で迎えた。一軍に昇格できない時期が長らく続いたものの、7月21日に出場選手登録されると、ときにイニング跨ぎもこなすなど、ホールドが付かない場面で結果を残すと、9月以降はホールド機会が増加。本人が「後半戦だけで120回くらいブルペンで肩をつくった」と話したように、7月21日の一軍昇格から10月2日のレギュラーシーズン最終戦までの期間で、30試合に登板とフル回転したが、チームが優勝マジック1で迎えたロッテとのレギュラーシーズン最終戦では2点リードの6回裏から登板するも、山口航輝に逆転3点本塁打を許し、チームはリーグ優勝を逃した。試合後のファンへの挨拶では涙を流し、自宅に戻ってからの1週間は外出を恐れるほど、誹謗中傷に怯える日々を過ごした。ただ、「そこばかり振り返っても意味がないなと思った」と自らを鼓舞し、チームメイトやファンからの激励もあり、ポストシーズンではオリックスとのCSファイナルステージで2試合に登板し、いずれも無失点に抑えた。レギュラーシーズンでは30試合の登板で0勝2敗6ホールド・防御率3.72という成績を残し、オフに現状維持となる推定年俸2700万円で契約を更改した。
2023年は2年ぶりに開幕を一軍で迎えたものの、登板機会が無いまま、4月3日に右手薬指の蜂窩織炎により出場選手登録を抹消された。同30日に実戦復帰、5月19日に一軍復帰を果たしたが、3試合の登板で2回2/3を投げ、5四死球と制球に苦しみ、同29日に登録抹消。二軍でも抹消直後の5登板で計10失点と打ち込まれたが、「“テンポよく打たれる”と改善の仕方も見える。そうやって課題と向き合うことがあまりなかった。そこはいい経験になった」と本人が話したように、コツコツと改善点をつぶし、ウエスタン・リーグでは47回1/3を投げて6四死球と制球面に改善が見られた。ただ、登録抹消後は再び一軍に昇格することができず、この年の一軍登板は3試合に終わった。10月7日に開催されたファーム日本選手権対巨人戦では、3-5で迎えた7回裏に4番手として登板、山瀬慎之助に安打を許したものの後続を抑え無失点で終え降板すると、続く8回表に味方が3点を取り逆転、そのまま6-5で勝利したことにより勝利投手となった。

### 巨人時代
2023年11月6日、アダム・ウォーカーとの交換トレードで高橋礼と共に読売ジャイアンツに移籍することが発表された。背番号は63。11月15日、現状維持となる推定年俸2700万円で契約した。
2024年は開幕を二軍で迎えるが、4月12日の広島東洋カープ戦（東京ドーム）で2点ビハインドの場面で移籍後初登板をし、1イニングを無失点に抑えるとチームが逆転したため移籍後初勝利、および自身1069日ぶりの勝利投手となった。5月3日の阪神タイガース戦では回途中で大勢に代わってプロ初セーブを挙げた。開幕から15試合連続で無失点を記録していたが、6月5日のロッテ戦で移籍後初失点を喫した。7月31日の阪神戦で4失点を喫し、8月2日に登録抹消。二軍で再度結果を残し、防御率0.00で同月24日に一軍へ再昇格を果たした。クライマックスシリーズ期間を含めてシーズン中に3度の登録抹消があったものの、ビハインド展開や延長戦を中心に35試合に登板して2勝0敗5ホールド、防御率1.93を記録し、チームの4年ぶりのリーグ優勝に貢献した。11月22日に1650万円増の推定年俸4350万円で契約を更改した。

## 選手としての特徴
長身かつ下半身が沈み込まないフォームのオーバースローから投げ下ろされる角度のある投球が特徴。
高校時代はストレートの最速が140km/hだったが、大学入学後に投げ方が似ていると言われ、武田翔太の投球フォームを参考にし、同時に下半身中心のウエイトトレーニングを行い、4年秋のリーグ戦で147km/hを計測した。プロ入り後は最速153km/hまで球速を伸ばしている。変化球は主にスライダー・カットボール・ツーシームを投じる。
対ロッテ戦を非常に苦手としていて、2023年は防御率27.00、2022年、2021年共に7.71、2020年2.25、2019年6.75と通算成績でも突出して防御率が高くなっている。巨人移籍初年の2024年では、交流戦のロッテ戦で移籍後初失点を喫した

## 人物
- 愛称は「ずみ」「ずみさん」「いずみん」[77]。また巨人では「泉P」と呼ばれることもある[78]。
- 幼少期から大の巨人ファンで、憧れの選手は上原浩治[79]。
- 5歳のころからアイドルが好きになり、モーニング娘。のライブに行くようになる。小学校時代はAKB48に夢中になり、今は乃木坂46のファン。大学時代は握手会のために関東、大阪、名古屋と全国を駆け回った[80]。なお、ソフトバンク時代から登場曲に乃木坂46の曲を使用している[81]。
- グラブには自身の座右の銘である「Grab a chance」と刺繍を入れている[82]。
- 2024年1月1日、能登半島の祖父母宅に滞在中に令和6年能登半島地震に遭遇、避難所に一時避難していた[83]。
- 2024年6月13日（12日深夜）に放送された乃木坂46のオールナイトニッポンにコメントで出演した[84]。

## 詳細情報

### 年度別投手成績
| 年 度     | 球 団        | 登 板 | 先 発 | 完 投 | 完 封 | 無 四 球 | 勝 利 | 敗 戦 | セ 丨 ブ | ホ 丨 ル ド | 勝 率 | 打 者 | 投 球 回 | 被 安 打 | 被 本 塁 打 | 与 四 球 | 敬 遠 | 与 死 球 | 奪 三 振 | 暴 投 | ボ 丨 ク | 失 点 | 自 責 点 | 防 御 率 | W H I P |
| --------- | ------------ | ----- | ----- | ----- | ----- | -------- | ----- | ----- | -------- | ----------- | ----- | ----- | -------- | -------- | ----------- | -------- | ----- | -------- | -------- | ----- | -------- | ----- | -------- | -------- | ------- |
| 2019      | ソフトバンク | 14    | 1     | 0     | 0     | 0        | 2     | 0     | 0        | 3           | 1.000 | 80    | 18.1     | 17       | 1           | 8        | 0     | 1        | 18       | 0     | 1        | 5     | 4        | 1.96     | 1.36    |
| 2020      | ソフトバンク | 40    | 0     | 0     | 0     | 0        | 0     | 1     | 0        | 8           | .000  | 143   | 34.2     | 26       | 1           | 19       | 0     | 1        | 28       | 1     | 0        | 9     | 8        | 2.08     | 1.30    |
| 2021      | ソフトバンク | 31    | 0     | 0     | 0     | 0        | 1     | 2     | 0        | 6           | .333  | 111   | 26.1     | 20       | 4           | 13       | 0     | 3        | 30       | 2     | 0        | 10    | 8        | 2.73     | 1.25    |
| 2022      | ソフトバンク | 30    | 0     | 0     | 0     | 0        | 0     | 2     | 0        | 6           | .000  | 116   | 29.0     | 24       | 3           | 9        | 0     | 1        | 25       | 1     | 0        | 12    | 12       | 3.72     | 1.14    |
| 2023      | ソフトバンク | 3     | 0     | 0     | 0     | 0        | 0     | 0     | 0        | 0           | ----  | 17    | 2.2      | 4        | 1           | 3        | 0     | 2        | 2        | 0     | 0        | 5     | 5        | 16.88    | 2.63    |
| 2024      | 巨人         | 35    | 0     | 0     | 0     | 0        | 2     | 0     | 1        | 5           | 1.000 | 149   | 37.1     | 28       | 0           | 11       | 2     | 4        | 30       | 1     | 0        | 10    | 8        | 1.93     | 1.04    |
| 通算：6年 | 通算：6年    | 153   | 1     | 0     | 0     | 0        | 5     | 5     | 1        | 28          | .500  | 616   | 148.1    | 119      | 10          | 63       | 2     | 12       | 133      | 5     | 1        | 51    | 45       | 2.73     | 1.23    |

- 2024年度シーズン終了時

### 年度別守備成績
| 年 度 | 球 団        | 投手  | 投手  | 投手  | 投手  | 投手  | 投手     |
| 年 度 | 球 団        | 試 合 | 刺 殺 | 補 殺 | 失 策 | 併 殺 | 守 備 率 |
| ----- | ------------ | ----- | ----- | ----- | ----- | ----- | -------- |
| 2019  | ソフトバンク | 14    | 0     | 2     | 0     | 0     | 1.000    |
| 2020  | ソフトバンク | 40    | 0     | 6     | 0     | 0     | 1.000    |
| 2021  | ソフトバンク | 31    | 1     | 5     | 0     | 0     | 1.000    |
| 2022  | ソフトバンク | 30    | 3     | 5     | 0     | 1     | 1.000    |
| 2023  | ソフトバンク | 3     | 0     | 0     | 0     | 0     | ----     |
| 2024  | 巨人         | 35    | 3     | 7     | 0     | 1     | 1.000    |
| 通算  | 通算         | 153   | 7     | 25    | 0     | 2     | 1.000    |

- 2024年度シーズン終了時

### 記録
初記録
- 初登板：2019年4月16日、対千葉ロッテマリーンズ4回戦（ZOZOマリンスタジアム）、8回裏に3番手で救援登板・完了、1回無失点
- 初奪三振：同上、8回裏に加藤翔平から空振り三振
- 初勝利：2019年4月22日、対オリックス・バファローズ4回戦（東京ドーム）、6回表に2番手で救援登板、2回無失点
- 初ホールド：2019年4月24日、対オリックス・バファローズ5回戦（福岡 ヤフオク!ドーム）、7回表に二番手で救援登板、2/3回無失点
- 初先発登板：2019年5月30日、対オリックス・バファローズ12回戦（京セラドーム大阪）、3回2失点で勝敗つかず
- 初セーブ：2024年5月3日、対阪神タイガース6回戦（東京ドーム）、9回表に6番手で救援登板・完了、1/3回無失点[63]

### 背番号
- 53（2019年[10] - 2023年）
- 63（2024年[59] - ）